# Municipio de Norman (Míchigan)
El municipio de Norman (en inglés: Norman Township) es un municipio ubicado en el condado de Manistee en el estado estadounidense de Míchigan. En el año 2010 tenía una población de 1553 habitantes y una densidad poblacional de 8,29 personas por km².

## Geografía
El municipio de Norman se encuentra ubicado en las coordenadas 44°12′16″N 85°56′38″O / 44.20444, -85.94389. Según la Oficina del Censo de los Estados Unidos, el municipio tiene una superficie total de 187.3 km², de la cual 183,4 km² corresponden a tierra firme y (2,08 %) 3,9 km² es agua.

## Demografía
Según el censo de 2010, había 1553 personas residiendo en el municipio de Norman. La densidad de población era de 8,29 hab./km². De los 1553 habitantes, el municipio de Norman estaba compuesto por el 95,56 % blancos, el 0,64 % eran afroamericanos, el 1,74 % eran amerindios, el 0,32 % eran asiáticos, el 0,19 % eran de otras razas y el 1,55 % eran de una mezcla de razas. Del total de la población el 1,55 % eran hispanos o latinos de cualquier raza.